# Schott AG
Schott AG, fundada en Jena en 1884, es un fabricante y desarrollador alemán de productos de vidrio industriales de alta calidad. Sus mercados principales son los electrodomésticos, la industria farmacéutica, la energía solar, la electrónica, la óptica, y la industria del automóvil. Según el Informe Anual 2014/2015, Schott AG emplea a 15.000 personas en 35 países. Accionista único de SCHOTT AG es la fundación Carl-Zeiss-Stiftung, Alemania.
Schott AG fabrica los componentes de vidrio ópticos de las lentes Zeiss y Schneider Kreuznach. También publican el Catálogo de Vidrio Schott, una referencia estándar de las propiedades de los muchos vidrios ópticos que producen y que sirve de referencia a otras muchas compañías. En 2012, Schott introdujo Xensation, una gama de vidrios de recubrimiento de silicato de aluminio resistentes a la rotura y a los arañazos para dispositivos electrónicos táctiles como teléfonos inteligentes y tabletas, que se anuncian con un 20% más de resistencia al doblado que los "otros tipos de vidrio de la competencia" (como el Gorilla Glass de Corning Inc.).
Según el Informe Anual 2014/15 las ventas eran de 1.930 millones de euros. Schott AG emplea 15.400 personas en 35 países.

## Historia

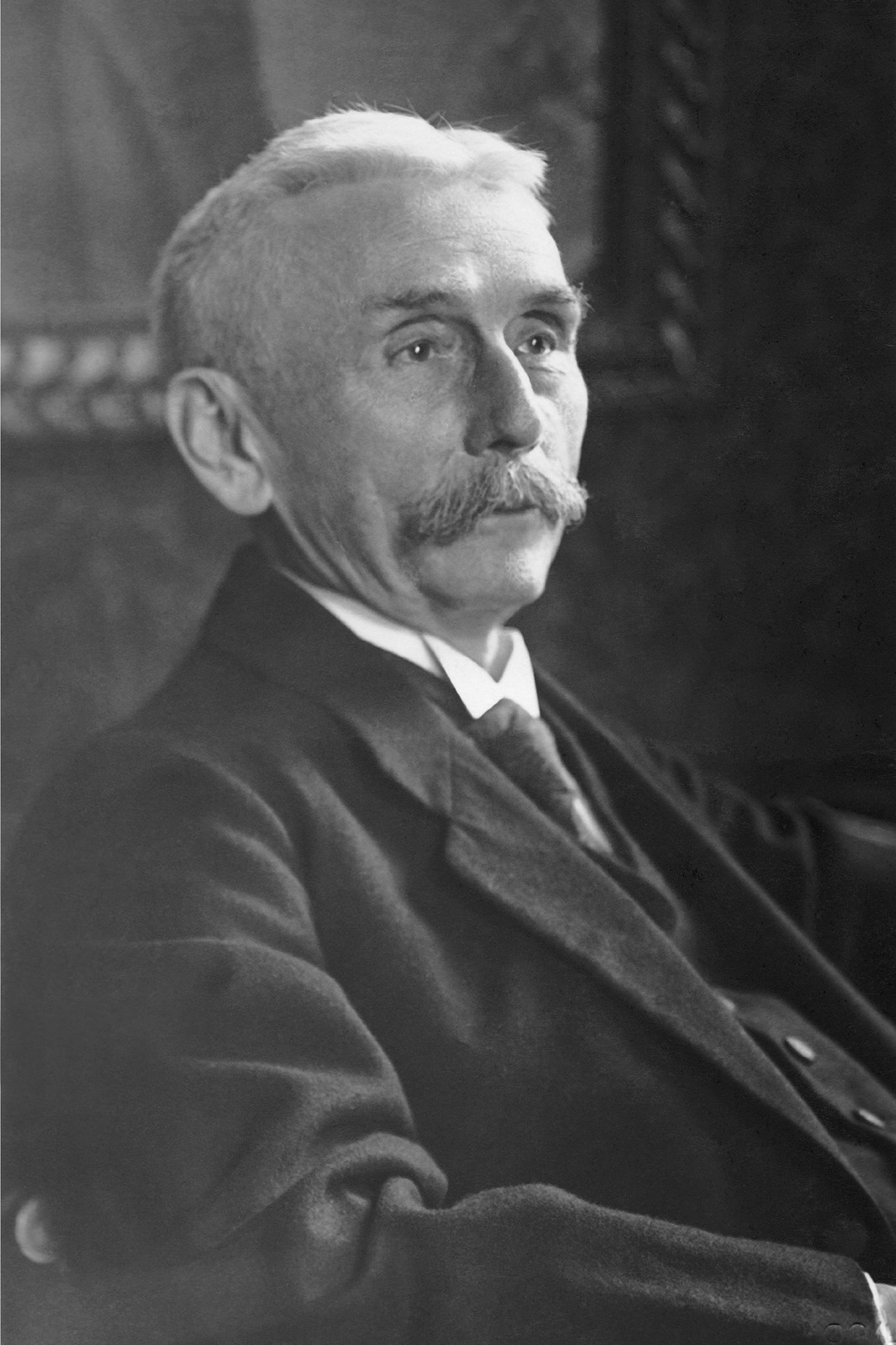
(Friedrich) Otto Schott

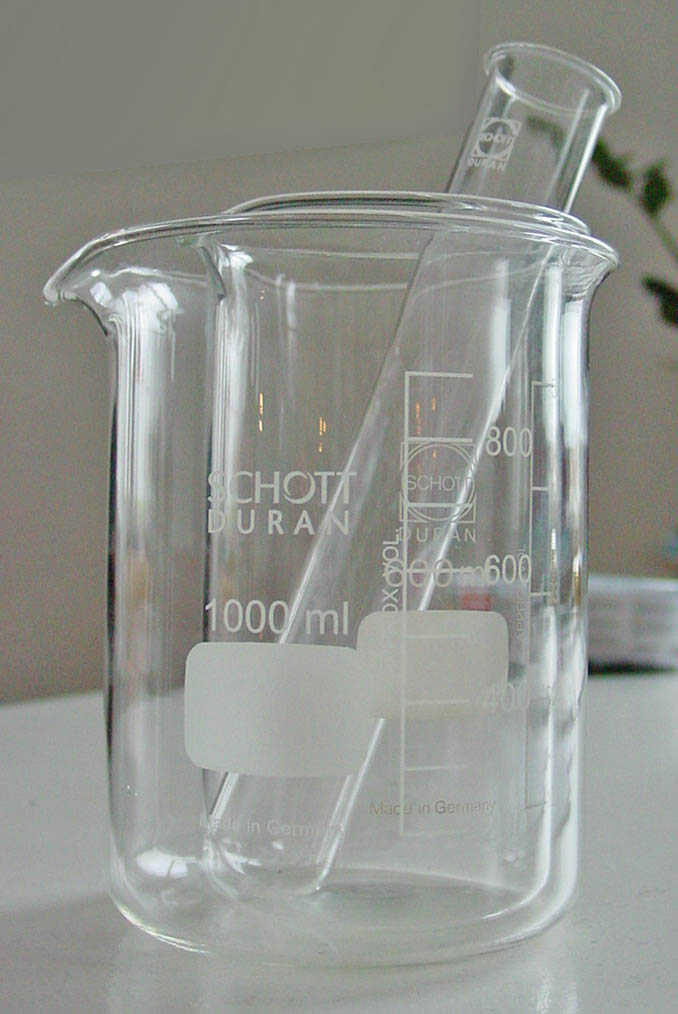
Material de laboratorio de vidrio técnico "Duran" de Schott

El químico Otto Schott puso las bases de la ciencia y la tecnología modernas del vidrio en Jena a partir de 1884. Con la cordial colaboración de Ernst Abbe, Carl Zeiss y su hijo Roderich Zeiss, fundó el "Glastechnisches Laboratorium Schott & Genossen", convertido después en el "Jenaer Glaswerke Schott & Genossen", origen de la empresa actual, SCHOTT AG. Idearon nuevos vidrios ópticos para potentes telescopios y microscopios diseñados para ser usados en investigación. La fabricación de vidrio de borosilicato resistente a las altas temperaturas, hizo que la compañía extendiese su gama de productos técnicos incluyendo vidrios de laboratorio y vidrios térmicos entre otros productos. Esto se tradujo en el rápido crecimiento de la compañía en sus primeros años de fuerte expansión industrial en Alemania. Posteriormente la compañía también fabricó tubos para televisores y se introdujo en el campo de los materiales fotovoltaicos.
Erich Schott, el hijo del fundador de la compañía, se hizo cargo de la administración de la empresa en 1927. La compañía padeció un revés severo al final de Segunda Guerra Mundial, cuando las tropas americanas impusieron su administración y seleccionaron expertos para Alemania Occidental. Este episodio, denominado "La Odisea de los 41 Cristaleros” finalizó en Maguncia: después de que la planta de producción principal de Jena fuera expropiada, Erich Schott abrió una nueva planta en Maguncia, sede de la compañía a partir de 1952. 
Durante la división de Alemania, hubo dos compañías independientes: la VEB "Jenaer Glaswerk" en su emplazamiento histórico (más tarde sería integrada en el conglomerado VEB Carl Zeiss Jena); y la fábrica de vidrio de Maguncia, denominada "Jenaer Glaswerk Schott & Gen". Después de que la colaboración entre las dos fábricas quedase interrumpida por la Alemania Oriental tras los primeros años que siguieron a la Segunda Guerra Mundial en 1953, surgió una disputa internacional sobre el uso del nombre de la compañía y su logotipo (un cuadrado con un círculo y con las palabras Jena Glass con un superíndice "er") que continuó durante varios años. Las dos partes finalmente lograron un acuerdo en 1981, que permitía a la compañía alemana del oeste utilizar el nombre “Schott” y el cuadrado con un círculo; mientras que la compañía alemana del este podía utilizar el término “Jenaer Glass”. En su logotipo el círculo anteriormente utilizado era sustituido por una llama estilizada. Después de la caída de la frontera alemana interior en 1989, la compañía basada en Maguncia-Neustadt adquirió la compañía alemana del este basada en Jena.
Mientras la empresa paraestatal de Jena (VEB) estuvo integrada en la economía planificada de la Alemania Oriental, fue uno de los principales proveedores para Europa Oriental de vidrios especiales. Por su parte, Schott en Alemania del Oeste estableció un grupo internacional de compañías con fábricas y delegaciones de ventas en Europa, América y Asia. La compañía creció para convertirse en un fabricante líder de vidrios especiales, introduciendo productos nuevos como componentes de vidrio para televisores, fibras de vidrio para pulsos de luz y transmisión de imagen, substratos de espejo para grandes telescopios fabricados con Zerodur, cocinas vitrocerámicas de Ceran, componentes de semiconductores del vidrio fotosensible Foturan, y vidrio para envases farmacéuticos y para su uso en espejos parabólicos en plantas termosolares. Tras la Reunificación alemana, las dos compañías se fusionaron de nuevo.

## SCHOTT Solar
En 2009, Schott inauguró una planta de fabricación de nuevos tipos de vidrio (con una inversión de 100 millones de dólares) para la captación de energía solar. Situada en Alburquerque, Nuevo México, EE. UU. estaba dedicada a la fabricación de colectores para plantas térmicas solares (CSP) y a módulos fotovoltaicos (64MW). Ya habían estado produciendo 15 MW de paneles fotovoltaicos anualmente en Billerica, Massachusetts, hasta que la fábrica se cerró en 2009. En 2008, Schott anunció sus planes para producir células y módulos de PV cristalino con un total de 450 MW anualmente. También planeó producir obleas de película delgada de PV con una capacidad de 100 MW.
El viernes 29 de junio de 2012, Schott anunció el cierre de su planta de Alburquerque, despidiendo primero a todos los empleados dedicados a las células fotovoltaicas y a los trabajadores restantes a lo largo del verano.

## SCHOTT América del Norte
SCHOTT North America, Inc., subsidiaria de la empresa matriz, cuenta con 16 divisiones y filiales en los Estados Unidos, Canadá, y México. Emplea aproximadamente 2.500 personas en la fabricación y distribución de vidrios especiales así como de materiales y sistemas relacionados con los mismos. El centro de investigación y desarrollo se encuentra en la localidad de Duryea, en el estado de Pensilvania.